# Договір про союз та взаємодопомогу між СРСР та Французькою Республікою (1944)
Договір про союз та взаємодопомогу між Союзом Радянських Соціалістичних Республік та Французькою Республікою
Підписаний у Москві 10 грудня 1944 року.

## Ратифікація
Договір був ратифікований 22 грудня 1944 року Тимчасовим урядом Французької Республіки та 25 грудня Президією Верховної Ради СРСР. Обмін ратифікаційними грамотами був здійснений 15 лютого 1945 року у Парижі між міністром закордонних справ Франції Жоржем Бідо і послом СРСР у Франції Олександром Богомоловим.